# ساوت روسبی
ساوت روسبی (به انگلیسی: South Rauceby) یک روستا و محله مدنی در بریتانیا است که در North Kesteven واقع شده‌است. ساوت روسبی ۳۶۷ نفر جمعیت دارد.